# Geneseo (Kansas)
Geneseo è un comune degli Stati Uniti d'America, situato nello Stato del Kansas, nella contea di Rice.